# 方北辰
方 北辰（ほう ほくしん、ファン ベイチェン、拼音: Fāng Běichén、英：Fang　Beichen、1942年 - ）は、中華人民共和国四川省成都市出身の歴史学者、大学教授。
四川大学歴史文化学院教授、成都武侯祠博物館顧問、三国文化研究中心主任、学術委員会委員を歴任し、中国三国時代の歴史・文化に関する学術研究の第一線に立ち続け、1991年に中国国家級の栄誉称号「卓越した貢献をした中国の博士」に選出される。
ヨーロッパ・韓国・アメリカの大学に招かれ、たびたび講義を行うなど、国際的著名な歴史学者として活躍している。

## 経歴
- 1942年、中華民国時代の四川省成都市に生まれる。
- 1967年、西安交通大学電気工学科を卒業[2]。
- 1978年、四川大学歴史系大学院に進み、著名な文学・歴史学者繆鉞（中国語版）のもと、博士号を取得。
- 1991年、中国国家級の栄誉称号「做出突出貢献的中国博士（卓越した貢献をした中国の博士）」に選出。
- 1993年、四川大学歴史文化学院教授に就任。
- 2013年、中国中央電視台の人気番組『百家講壇（中国語版）』にて三国時代の名将をテーマに講師を務める[2]（→#三国名将）。

## 著書

### 中国語書籍
- 方北辰『孫権新伝』世界文物出版社、1989年。ISBN 9786690580305。
- 方北辰『三国名将　一個歴史学家的排行榜』北京大学出版社、2014年。ISBN 9787301248133。
（『百家講壇』の書籍版。内容に一部差異あり（→#三国名将））
- 方北辰『一個成都学者的精彩三国』成都時代出版社、2015年。ISBN 9787546413938。
- 方北辰『精彩三国』成都時代出版社、2016年。ISBN 9787546416212。

『大陸地区博士論文叢刊』
- 方北辰『魏晋南朝江東世家大族述論』文津出版社〈大陸地区博士論文叢刊〉、1991年。ISBN 9579400563。

『中国名人伝記』
- 方北辰『曹丕新伝』国際文化事業公司〈中国名人伝記〉、1990年。ISBN 9789579495219。
- 方北辰『司馬懿伝』国際文化事業公司〈中国名人伝記〉、1990年。ISBN 9787513947565。
- 方北辰『袁紹新伝』国際文化事業公司〈中国名人伝記〉、1991年。ISBN 9789579495318。

『中国六大史学名著叢書』
- 方北辰『三国志注訳』陝西人民出版社〈中国六大史学名著叢書〉、1995年。ISBN 722403455X。
- 方北辰『三国志全本今訳注』陝西人民出版社〈中国六大史学名著叢書〉、2011年。ISBN 9787224097795。

『歴史不可戯説』
- 方北辰『司馬懿　誰結束了三国?』北京大学出版社〈歴史不可戯説〉、2013年。ISBN 9787301220863。
- 方北辰『曹丕　文豪天子』北京大学出版社〈歴史不可戯説〉、2013年。ISBN 9787301220832。
- 方北辰『袁紹　庶出的盟主』北京大学出版社〈歴史不可戯説〉、2013年。ISBN 9787301220887。
- 方北辰『孫権　半生明主』北京大学出版社〈歴史不可戯説〉、2013年。ISBN 9787301220870。
- 方北辰『劉備　“常敗”的英雄』北京大学出版社〈歴史不可戯説〉、2013年。ISBN 9787301220849。
- 方北辰『呂布　“無敵”的失敗者』北京大学出版社〈歴史不可戯説〉、2013年。ISBN 9787301220856。

『歴史名人叢書·伝記系列』
- 方北辰『諸葛亮伝』天地出版社〈歴史名人叢書·伝記系列〉、2020年。ISBN 9787545554120。
- 方北辰『陳寿伝』天地出版社〈歴史名人叢書·伝記系列〉、2022年。ISBN 9787545566475。

『中国古代名著全本訳注叢書』
- 方北辰『三国志訳注』上海古籍出版社〈中国古代名著全本訳注叢書〉、2021年。ISBN 9787573201287。

『古典名著叢書』
- 陳寿(著)裴松之(注)方北辰(訳注)『三国志（挿図珍蔵本）』上海古籍出版社〈古典名著叢書〉、2024年。ISBN 9787573212474。

『方北辰　説三国』
- 方北辰『司馬懿　無敵忍者的破陣曲』上海古籍出版社〈方北辰説三国〉、2024年。ISBN 9787573211378。
- 方北辰『曹丕　文豪天子的清平調』上海古籍出版社〈方北辰説三国〉、2024年。ISBN 9787573211392。
- 方北辰『袁紹　群雄盟主的傷心涙』上海古籍出版社〈方北辰説三国〉、2024年。ISBN 9787573211385。
- 方北辰『陸遜　江東名将的風雲録』上海古籍出版社〈方北辰説三国〉、2024年。ISBN 9787573211347。
- 方北辰『孫権　半生明主的長恨歌』上海古籍出版社〈方北辰説三国〉、2024年。ISBN 9787573211361。
- 方北辰『劉備　“常敗”英雄的帝王路』上海古籍出版社〈方北辰説三国〉、2024年。ISBN 9787573211354。
- 方北辰『呂布　漢末政壇的狂舞者』上海古籍出版社〈方北辰説三国〉、2024年。ISBN 9787573211408。

### 共著・日本語書籍
中国語版
- 方北辰、譚良嘯『三国故事真与仮100例』成都時代出版社、2015年。ISBN 9787546413952。
- 方北辰、譚良嘯『走進成都武侯祠100問』成都時代出版社、2015年。ISBN 9787546413945。

日本語版：『史料で読み解く三国志の嘘と真実』
- 方北辰、譚良嘯 著、人見香緒 訳『三国の謎100』大樟樹出版社〈史料で読み解く三国志の嘘と真実　第1巻〉、2017年。ISBN 9784909089120。
- 方北辰、譚良嘯 著、人見香緒 訳『蜀漢の謎100』大樟樹出版社〈史料で読み解く三国志の嘘と真実　第2巻〉、2018年。ISBN 9784909089137。
- 方北辰 著、人見香緒 訳『三国志を読む愉しみ』大樟樹出版社〈史料で読み解く三国志の嘘と真実　第3巻〉、2018年。ISBN 9784909089144。

## TV出演

### 三国名将
『百家講壇』中国中央電視台、2013年～2015年。

#### 呉
- 方北辰 (20 July 2013). “『三国名将·周瑜 1 人品美玉』”. 百家講壇 (中国語). CCTV10. - YouTube版。
  - 周瑜 2 国家脊梁
  - 周瑜 3 名将之花
- 呂蒙 1 軍界新鋭
  - 呂蒙 2 謀略峥嵘
  - 呂蒙 3 鏖戦荆州
- 陸遜 1 猇亭奇功
  - 陸遜 2 石亭凱歌
  - 陸遜 3 含冤而死
- 朱然 1 名震敵国
  - 朱然 2 文物瑰宝
- 陸抗　　将門虎子

#### 魏
- 方北辰 (12 December 2014). “『三国名将·曹操 1 乱世英雄』”. 百家講壇 (中国語). CCTV10. - YouTube版。
  - 曹操 2 擒殺呂布
  - 曹操 3 官渡之戦
- 張遼之良将魁首
- 許褚之虎侯神威
- 鄧艾 1 草根俊杰
  - 鄧艾 2 功成身死

#### 蜀
- 方北辰 (15 December 2014). “『三国名将·諸葛亮 1 卧龍出山』”. 百家講壇 (中国語). CCTV10. - YouTube版。
  - 諸葛亮 2 北伐悲歌
  - 諸葛亮 3 孔明之謎
- 関羽 1 歴史関公
  - 関羽 2 文化関公
  - 関羽 3 謎団関公
- 張飛之威震宕渠
- 趙雲 1 耿耿忠心
  - 趙雲 2 堂堂勇将
- 馬超 1 三国悍馬
  - 馬超 2 寂寞将星